# Pływanie na Mistrzostwach Świata w Pływaniu 2019 – 4 × 100 m stylem dowolnym mężczyzn
Sztafeta 4 × 100 m stylem dowolnym mężczyzn – jedna z konkurencji, która odbyła się podczas Mistrzostw Świata w Pływaniu 2019. Eliminacje i finał miały miejsce 21 lipca.
Amerykańska sztafeta w składzie: Caeleb Dressel, Blake Pieroni, Zach Apple i Nathan Adrian obroniła tytuł mistrzów świata i czasem 3:09,06 ustanowiła nowy rekord mistrzostw. Srebrny medal wywalczyli Rosjanie (3:09,97), a brązowy reprezentanci Australii (3:11,22).

## Rekordy
Przed zawodami rekordy świata i mistrzostw wyglądały następująco:
| Rekord                              | Reprezentacja     | Czas    | Miejsce        | Data             |       |
| ----------------------------------- | ----------------- | ------- | -------------- | ---------------- | ----- |
| Rekord świata                       | Stany Zjednoczone | 3:08,24 | Pekin          | 11 sierpnia 2008 |       |
| Rekord mistrzostw świata            | Stany Zjednoczone | 3:09,21 | Rzym           | 26 lipca 2009    |       |
| Rekord świata juniorów              | Australia         | 3:16,96 | Dubaj          | 26 sierpnia 2013 |       |
| Najlepszy wynik w stroju tekstylnym | Stany Zjednoczone | 3:09,92 | Rio de Janeiro | 8 sierpnia 2016  | [ 2 ] |

W trakcie zawodów ustanowiono następujące rekordy:
| Data     | Etap konkurencji | Reprezentacja                                                                                                   | Czas    | Rekord |
| -------- | ---------------- | --- | ------- | ------ |
| 21 lipca | finał            | Stany Zjednoczone · Caeleb Dressel (47,63) · Blake Pieroni (47,49) · Zach Apple (46,86) · Nathan Adrian (47,08) | 3:09,06 | CR     |

## Wyniki

### Eliminacje
Eliminacje rozpoczęły się o 12:32 czasu lokalnego.
| Miejsce | Wyścig | Tor | Państwo           | Zawodnicy                                                                                               | Czas      | Uwagi |
| ------- | ------ | --- | ----------------- | --- | --------- | ----- |
| 1.      | 1      | 5   | Stany Zjednoczone | Townley Haas (48,60) Blake Pieroni (47,32) Michael Chadwick (47,92) Zach Apple (47,47)                  | 3:11,31   | Q     |
| 2.      | 2      | 1   | Wielka Brytania   | Duncan Scott (48,18) James Guy (47,77) Ben Proud (48,43) Scott McLay (48,04)                            | 3:12,42   | Q     |
| 3.      | 2      | 4   | Rosja             | Jewgienij Ryłow (48,31) Andriej Minakow (48,94) Klimient Kolesnikow (47,96) Władisław Griniew (47,43)   | 3:12,64   | Q     |
| 4.      | 3      | 5   | Australia         | Cameron McEvoy (48,29) Clyde Lewis (47,99) Alexander Graham (48,39) Kyle Chalmers (47,98)               | 3:12,65   | Q     |
| 5.      | 3      | 3   | Włochy            | Santo Condorelli (48,67) Manuel Frigo (47,90) Alessandro Bori (48,49) Alessandro Miressi (47,60)        | 3:12,66   | Q     |
| 6.      | 3      | 4   | Brazylia          | Marcelo Chierighini (48,20) Pedro Spajari (48,14) André Calvelo (48,44) Breno Correia (48,19)           | 3:12,97   | Q     |
| 7.      | 3      | 8   | Francja           | Clément Mignon (48,26) Jérémy Stravius (48,21) Tom Paco Pedroni (48,41) Mehdy Metella (48,16)           | 3:13,04   | Q     |
| 8.      | 3      | 2   | Węgry             | Dominik Kozma (48,92) Nándor Németh (48,36) Richárd Bohus (48,79) Szebasztián Szabó (47,83)             | 3:13,90   | Q     |
| 9.      | 2      | 5   | Japonia           | Katsumi Nakamura (48,48) Shinri Shioura (48,92) Katsuhiro Matsumoto (47,95) Akira Namba (48,81)         | 3:14,16   |       |
| 10.     | 2      | 2   | Grecja            | Andreas Wazeos (49,22) Kristian Gołomeew (47,60) Ioannis Georgarakis (49,50) Apostolos Christou (48,12) | 3:14,44   |       |
| 11.     | 2      | 7   | Niemcy            | Damian Wierling (48,80) Marius Kusch (48,64) Josha Salchow (48,46) Christoph Fildebrandt (48,68)        | 3:14,58   |       |
| 12.     | 3      | 6   | Polska            | Kacper Majchrzak (48,95) Przemysław Gawrysiak (49,64) Jan Hołub (48,13) Jakub Kraska (48,06)            | 3:14,78   |       |
| 13.     | 2      | 6   | Kanada            | Markus Thormeyer (48,80) Yuri Kisil (48,32) William Pisani (49,21) Carson Olafson (48,73)               | 3:15,06   |       |
| 14.     | 3      | 9   | Belgia            | Sebastien De Meulemeester (49,29) Jasper Aerents (48,81) Thomas Thijs (48,49) Pieter Timmers (48,75)    | 3:15,34   |       |
| 15.     | 3      | 1   | Serbia            | Velimir Stjepanović (49,59) Uroš Nikolić (48,48) Andrej Barna (48,29) Nikola Aćin (49,36)               | 3:15,72   |       |
| 16.     | 3      | 7   | Holandia          | Jesse Puts (49,15) Nyls Korstanje (49,06) Kyle Stolk (48,34) Stan Pijnenburg (49,22)                    | 3:15,77   |       |
| 17.     | 2      | 3   | Chiny             | Yu Hexin (49,80) Yang Jintong (49,00) Cao Jiwen (48,87) He Junyi (48,56)                                | 3:16,23   |       |
| 18.     | 2      | 8   | Singapur          | Joseph Schooling (49,32) Quah Zheng Wen (48,76) Jonathan Tan Eu Jin (49,63) Darren Chua Yi Shou (48,95) | 3:16,66   |       |
| 19.     | 1      | 1   | Szwajcaria        | Roman Mityukov (49,42) Nils Liess (48,81) Antonio Djakovic (49,03) Aleksi Schmid (49,59)                | 3:16,85   |       |
| 20.     | 3      | 0   | Irlandia          | Shane Ryan (49,40) Robert Powell (49,63) Jordan Sloan (48,72) Jack McMillan (49,63)                     | 3:17,38   | NR    |
| 21.     | 1      | 3   | Turcja            | Hüseyin Emre Sakçı (49,43) İskender Başlakov (49,53) Kemal Arda Gürdal (49,61) Yalım Acımış (49,44)     | 3:18,01   |       |
| 22.     | 2      | 0   | Korea Południowa  | Hwang Sun-woo (50,08) Jang Dong-hyeok (49,45) Park Seon-kwan (49,76) Yang Jae-hoon (48,80)              | 3:18,09   |       |
| 23.     | 2      | 9   | Chińskie Tajpej   | Wang Hsing-hao (50,45) Wang Yu-lian (50,10) Lin Chien-liang (51,01) An Ting-yao (50,25)                 | 3:21,81   |       |
| 24.     | 1      | 7   | Hongkong          | Nicholas Lim (51,34) Ian Ho Yentou (49,84) Cheuk Yin Ng (51,78) Ming Ho Cheuk (50,53)                   | 3:23,49   |       |
| 25.     | 1      | 6   | Malezja           | Welson Sim (50,47) Chan Jie (51,77) Tern Tern Jian Han (52,65) Faang der Tiaa (55,06)                   | 3:29,95   |       |
| 26. !   | 1      | 2   | Egipt             | Mohamed Samy (49,59) Ali Khalafalla (48,79) Marwan Elkamash (51,92) Abdelrahman Sameh                   | 9:99,99 ! | DSQ   |
| 26. !   | 1      | 4   | Izrael            | Tomer Frankel (49,62) Meiron Cheruti Jakow Tumarkin Daniel Namir                                        | 9:99,99 ! | DSQ   |

### Finał
Finał rozpoczął się o 21:23 czasu lokalnego.
| Miejsce | Tor | Państwo           | Zawodnicy                                                                                              | Czas    | Uwagi |
| ------- | --- | ----------------- | --- | ------- | ----- |
| 1. !    | 4   | Stany Zjednoczone | Caeleb Dressel (47,63) Blake Pieroni (47,49) Zach Apple (46,86) Nathan Adrian (47,08)                  | 3:09,06 | , TB  |
| 2. !    | 3   | Rosja             | Władisław Griniew (47,83) Władimir Morozow (47,62) Klimient Kolesnikow (47,50) Jewgienij Ryłow (47,02) | 3:09,97 |       |
| 3. !    | 6   | Australia         | Cameron McEvoy (48,44) Clyde Lewis (47,61) Alexander Graham (48,11) Kyle Chalmers (47,06)              | 3:11,22 |       |
| 4.      | 2   | Włochy            | Santo Condorelli (48,72) Manuel Frigo (47,29) Luca Dotto (47,81) Alessandro Miressi (47,57)            | 3:11,39 |       |
| 5.      | 5   | Wielka Brytania   | Duncan Scott (47,97) James Guy (47,72) Ben Proud (48,27) Scott McLay (47,85)                           | 3:11,81 |       |
| 6.      | 7   | Brazylia          | Marcelo Chierighini (48,10) Pedro Spajari (48,14) Bruno Fratus (47,78) Breno Correia (47,97)           | 3:11,99 |       |
| 7.      | 8   | Węgry             | Dominik Kozma (48,59) Kristóf Milák (48,05) Péter Holoda (48,53) Nándor Németh (47,68)                 | 3:12,85 |       |
| 8.      | 1   | Francja           | Clément Mignon (48,25) Jérémy Stravius (48,33) Tom Paco Pedroni (48,92) Mehdy Metella (47,84)          | 3:13,34 |       |